# ضفادع السيشل
ضفادع السيشل أو ذوات اللسان الآمن (الاسم العلمي: Sooglossidae)، فصيلة ضفادع تستوطن جزر السيشل والهند.